# 패르누주

패르누 주의 위치

패르누주(에스토니아어: Pärnu maakond)는 에스토니아 남서부에 위치한 주로 주도는 패르누이며 면적은 4,807km2, 인구는 88,466명(2009년 기준), 인구 밀도는 18명/km2, ISO 3166-2 코드는 EE-67이다. 리가 만 연안과 접하고 있고 북쪽으로는 래네 주와 라플라 주, 동쪽으로는 얘르바 주와 빌리안디 주, 남쪽으로는 라트비아 국경과 접한다.

주기
주 문장

## 하위 행정 구역

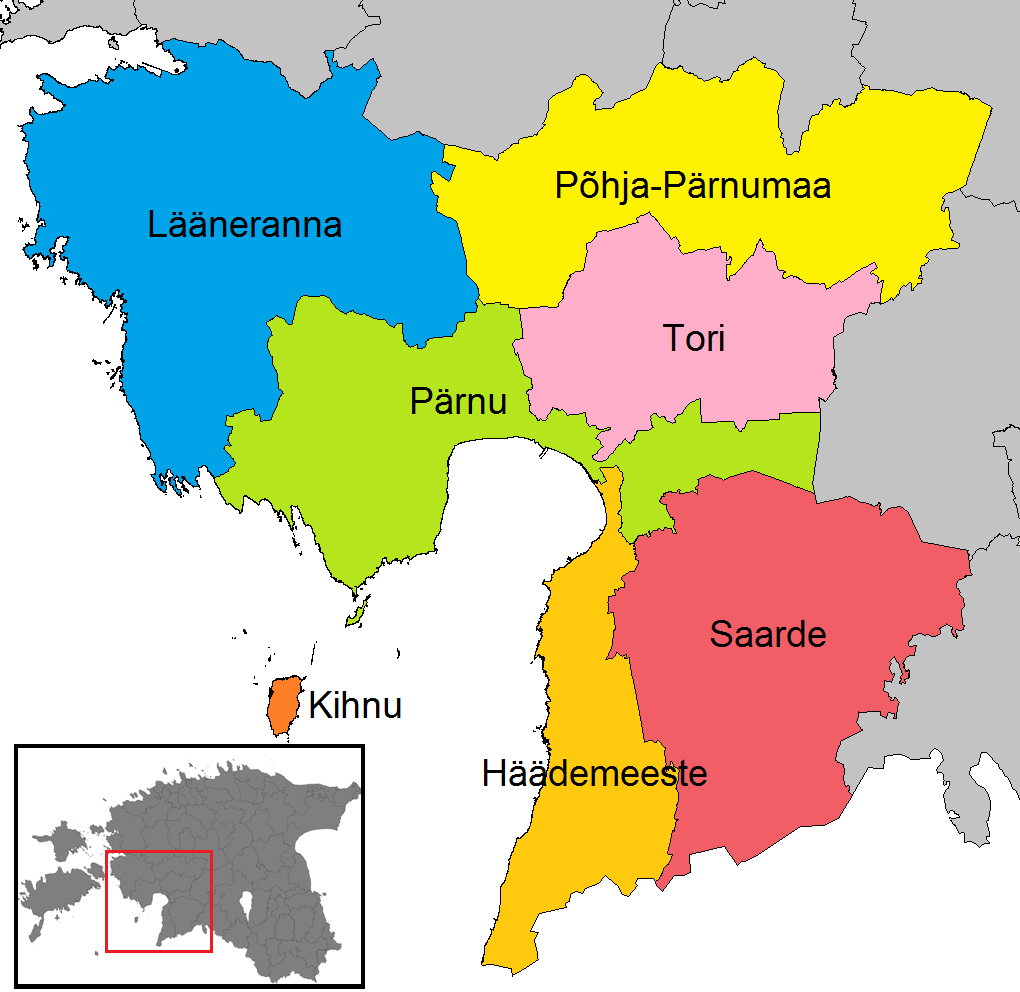
패르누 주의 하위 행정 구역

패르누 주는 7개 지방 자치체를 관할하는데 1개 시, 6개 군으로 나뉜다.
- 해데메스테군
- 키흐누군
- 래네란나군
- 퍼흐야패르누마군
- 패르누시
- 사르데군
- 토리군